# Tredje slaget vid Ypern
Tredje slaget vid Ypern (även kallat Slaget vid Passchendaele) var under första världskriget ett av de stora slagen och ägde rum mellan 31 juli och 6 november 1917. I en serie operationer, attackerade ententens soldater under brittiskt befäl den kejserliga tyska armén. Striden utkämpades för kontroll av byn Passchendaele (idag Passendale) nära staden Ypern i Västflandern, Belgien. Målet för offensiven var att uppnå ett genombrott, utflankning av den tyska arméns försvar och tvinga Tyskland att dra sig tillbaka från hamnarna i engelska kanalen. Offensiven fungerade också som en distraktion av den tyska armén från den franska i Aisne, som led av utbrett myteri efter den misslyckade Nivelleoffensiven.
De allierade, under general Douglas Haig, inledde med en stor offensiv den 31 juli. Det som skulle följa var inte bara ett slag med många stupade, utan också ett där soldaterna skulle få utstå fruktansvärda förhållanden i leran. Inte mycket skulle vinnas i denna första offensiv, endast små framryckningar. Offensiven återupptogs den 10 augusti samt den 16, men återigen med små framsteg. Striderna kulminerade i den lilla byn Passchendaele (numera Passendale). Den 6 november erövrar kanadensiska soldater byn, eller det som varit en by (se fotot), och detta datum innebar slutet för det tredje slaget. Förlusterna var stora: Britterna förlorade 245 000 man, fransmännen 8 000 och tyskarna 260 000. Slaget betraktades till och med av samtida som meningslöst.

## Slaget i kulturen
Det svenska hårdrocksbandet Sabatons låt The Price of a Mile på skivan Art of war handlar om slaget, även brittiska hårdrocksbandet Iron Maidens låt Paschendale från albumet Dance of death. Låten Aldrig mera krig från det svenska Tältprojektet refererar till slaget ("...en hälsning ifrån helvetet Paschendale").

## Fotnoter
1. ↑  Tredje slaget vid Ypern är det accepterade svenska namnet på slaget och även det som antogs av den brittiska officiella historieskildringen över första världskriget (Third Battle of Ypres). The Battle of Passchendaele har med tiden dock blivit det vanligaste namnet på engelska, och därmed kallas slaget allt oftare Slaget vid Passchendaele på svenska. Den tyska historieskildringen använder termen Tredje Flandernslaget (tyska: Dritte Flandernschlacht), medan den franska termen är Andra slaget om Flandern (franska: 2ème Bataille des Flandres).